# Проніно (Афанасьєвський район)
Про́ніно (рос. Пронино) — присілок у складі Афанасьєвського району Кіровської області, Росія. Входить до складу Пашинського сільського поселення.
Населення становить 41 особа (2010, 49 у 2002).
Національний склад станом на 2002 рік — росіяни 96 %.